# Football Club Parabiago
L'A.S.D. Football Club Parabiago, meglio noto come Parabiago, è una società calcistica italiana con sede nella città di Parabiago (MI).
Milita in Prima Categoria, settima divisione del campionato italiano.
Fondata nel 1943, veste il colore granata.

## Storia
Si affiliò subito alla F.I.G.C. Direttorio Seconda Zona (Lombardia), ed il suo primo campionato fu il "Torneo regionale misto Serie C-Prima Divisione" della stagione 1943-1944. Disputò anche il girone B del torneo misto di Seconda Zona della stagione 1944-1945, ma giunta a pari punti con Arlunese e Rhodense perse lo spareggio del 10 giugno 1945 contro l'Arlunese, e la Rhodense, che vinse entrambe le partite di spareggio contro le altre sue squadre, passò il turno.
Dopo la seconda guerra mondiale la squadra venne iscritta dalla F.I.G.C. e ammessa al campionato di serie C, nel girone F (stagione 1945-1946), vincendolo con 6 punti di vantaggio dalla seconda (la Rhodense); ebbe così accesso al girone B di semifinale classificandosi 4º.
Nella stagione 1947-1948 si classificò ancora una volta 1° con 47 punti nel girone E della Serie C (gestito dalla Lega Interregionale Nord), ma non venne promosso in B a causa della decisione da parte della FIGC di bloccare tutte le promozioni verso la seconda serie, per poter riformare i campionati di B e C. Rimase in C iscritto al girone A per altre due stagioni, fino alla stagione 1949-1950 quando si classificò ultimo con 23 punti, retrocedendo quindi nel campionato di Promozione.
Promosso ancora in C nel 1951, vi rimase per un solo anno: infatti classificandosi 16º nel girone B (vedi Serie C 1951-1952), venne retrocesso direttamente alla IV Serie, poiché in quell'anno la Federazione decise di riformare completamente il calcio italiano. La stagione successiva, disputata nel girone A della IV Serie, si classificò penultimo avanti di un solo punto dall'Omegna (ultimo in classifica), retrocedendo definitivamente nella nuova Promozione regionale.
Nei decenni successivi non raggiunse più i suoi livelli storici, rimanendo segregato nei campionati minori e oscillando tra la Promozione e le categorie inferiori.
Negli anni del Grande Torino, il Parabiago venne ribattezzato localmente Piccolo Torino, per via del colore sociale granata in comune, e dei successi che ebbe in quel periodo nelle serie minori (Serie C e Serie D).

### Storia recente
Per un quindicennio tra gli anni '70 e metà degli anni '80 passati in Promozione, nella stagione 1987-1988, l'AC Parabiago, disputa il suo primo campionato Interregionale della storia recente, retrocedendo dopo una sola annata sotto la guida del Presidente Adriano Mezzanzanica.
Dalla stagione 88'/89' fino al 1996 si susseguirono diversi presidenti e la squadra disputò sei campionati di Promozione e per due volte il nuovo campionato di Eccellenza (91'/92'- 92'/93')
Nel 1996 prese il comando della società il Presidente Mario Pisani che per un decennio fece rivivere i fasti di un tempo facendo navigare la prima squadra tra i campionati di Prima Categoria, Promozione ed Eccellenza e dando nuova linfa al settore giovanile con tutte le squadre dell'agonistica iscritte nei campionati Regionali Lombardi. Storiche le stagioni sotto la guida tecnica di Romualdo Capocci (ex bandiera del Legnano).
Prima dell'acquisto avvenuto nel 2006 il Parabiago divenne un satellite del Milan dal 1998 fino al 2006.
Durante il gemellaggio si misero in evidenza molti giocatori promettenti.
La squadra è stata acquistata nel corso del 2006 dal proprietario del Ravello Calcio, che ha integrato le due strutture sportive per fondare un nuovo gruppo sportivo, con a capo della panchina per la stagione 2006-2007, mister Mazzitelli. Dalla fusione delle due società sportive molti giocatori "della vecchia guardia" sono stati svincolati; alcuni dei nomi blasonati hanno trovato sistemazione nelle varie società locali come la Virtus Cantalupo e in società limitrofe delle frazioni di Cerro Maggiore, Sant'Ilario (fraz. di Nerviano) e Uboldo, mentre altri hanno "appeso le scarpe al chiodo".
Domenica 10 dicembre 2006 quale nuovo allenatore viene nominato Riccardo Talarini, tecnico dal glorioso passato calcistico nelle file del Legnano, squadra nella quale vanta 401 presenze, record attualmente imbattuto. Il nuovo tecnico ha portato con sé, un nuovo preparatore atletico di fiducia: Luciano Camozzi.
Domenica 27 maggio 2007 la società ha avuto il suo tracollo con la retrocessione dalla Prima Categoria alla Seconda Categoria.
Dalla stagione 2007/2008 sotto la guida del Presidente Alberto Raimondi l'Ac Parabiago non è riuscito a risollevarsi ed ha attraversato gli anni più cupi della sua storia calcistica, rimpiangendo di fatto i decenni precedenti.
Nella stagione 2010-2011 ha militato nella Terza Categoria, occupando una posizione di medio/bassa classifica, e invece la categoria giovanissimi allenata da Gianpaolo Colombo ha vinto il campionato,  ma ha perso le finali regionali contro il Canegrate, mancando la promozione.
Nella stagione 2011-2012, grazie alla fusione con l'Arese Calcio, torna in Prima Categoria e viene rinominato A.S.D. Football Club Parabiago.
Nella stagione 2015-2016 con il 15º posto nel girone N di Prima Categoria lombarda, retrocede nuovamente in Seconda Categoria, fino alla stagione 2021-2022, quando vince il campionato e ritorna in Prima Categoria.

## Palmarès

### Competizioni nazionali
- Serie C: 2

1945-1946 (girone F), 1947-1948 (girone E)

### Competizioni regionali
- Promozione: 1

1986-1987 (girone A)
- Prima Categoria: 2

1961-1962 (girone C), 1962-1963 (girone D)
- Seconda Categoria: 2

2013-2014 (girone N), 2021-2022 (girone O)